# Regocijad, Jesús nació
«Alegría en el mundo» es la traducción del villancico inglés Joy to the World, cuya música fue compuesta por el compositor de música eclesiástica estadounidense Lowell Mason. El autor de la letra fue el teólogo y escritor de himnos religiosos Isaac Watts en 1719, quien se basó en el salmo 98 de la Biblia. Es uno de los villancicos más populares en los países de habla inglesa.

## Origen
Las palabras del himno son del escritor inglés Isaac Watts, basado en el Salmo 98, Salmo 96: 11-12 y Génesis 3: 17-18. El texto se publicó por primera vez en 1719 en la colección de Watts, The Psalms of David: Imitated in the language of the New Testament, and applied to the Christian state and worship. La paráfrasis es la interpretación cristológica de Watts. En consecuencia, no enfatiza con igual peso los diversos temas del Salmo 98. En las estrofas 1 y 2, Watts escribe sobre el cielo y la tierra regocijándose con la venida del Rey. Un interludio que depende más de la interpretación de Watts que del texto del Salmo, la estrofa 3 habla de las bendiciones de Cristo que se extienden victoriosamente sobre el reino del pecado. La alegre repetición de la frase que no está en el Salmo "far as the curse is found" (hasta donde se encuentra la maldición) ha provocado que esta estrofa se omita en algunos himnarios. Pero la línea tiene un sentido gozoso cuando se entiende desde los ojos del Nuevo Testamento a través de los cuales Watts interpreta el salmo. La estrofa 4 celebra el gobierno de Cristo sobre las naciones. Las naciones están llamadas a celebrar porque la fidelidad de Dios a la casa de Israel ha traído la salvación al mundo.
La melodía actual fue creada por el compositor Lowell Mason en 1839. Mason solo se habría inspirado en algunas notas del oratorio del Mesías de Händel, como las cuatro primeras y la tercera línea del coro "Lift up your heads", así como en la introducción del airoso "Comfort ye", y en una interpretación libre de "Glory to God". Actualmente la mayoría de los estudiosos de Hanedel descartan la autoría de este.

## Letra
| ¡Regocijad! Jesús nació (Español) ¡Regocijad! Jesús nació, del mundo Salvador; y cada corazón tornad a recibir al Rey a recibir al Rey. Venid a recibir al Rey. ¡Regocijad! Él reinará; cantemos en unión; y en la tierra y en el mar, loor resonará, y gran loor resonará. Ya la maldad vencida es; la tierra paz tendrá. La bendición del Salvador quitó la maldición; quitó la maldición, Jesús quitó la maldición. ¡Glorias a Dios cantemos hoy! Señor de Israel, la libertad tú le darás, y tú serás su Dios, Señor, y tú serás su Dios. | Joy to the World (Inglés) Joy to the world! the Lord has come; Let earth receive her King; Let every heart prepare him room, And heaven and nature sing, And heaven, and heaven, and nature sing. Joy to the Earth! the Saviour reigns; Let men their songs employ; While fields and floods, rocks, hills, and plains Repeat the sounding joy, Repeat, repeat the sounding joy. No more let sins and sorrows grow, Nor thorns infest the ground; He comes to make His blessings flow Far as the curse is found, Far as, far as, the curse is found. He rules the world with truth and grace, And makes the nations prove The glories of His righteousness, And wonders of His love, And wonders, wonders, of His love. |